# Hornmelden
Die Hornmelden (Krascheninnikovia) sind eine Pflanzengattung in der Familie der Fuchsschwanzgewächse (Amaranthaceae). Kennzeichnend ist eine dichte Behaarung mit Sternhaaren.

## Beschreibung

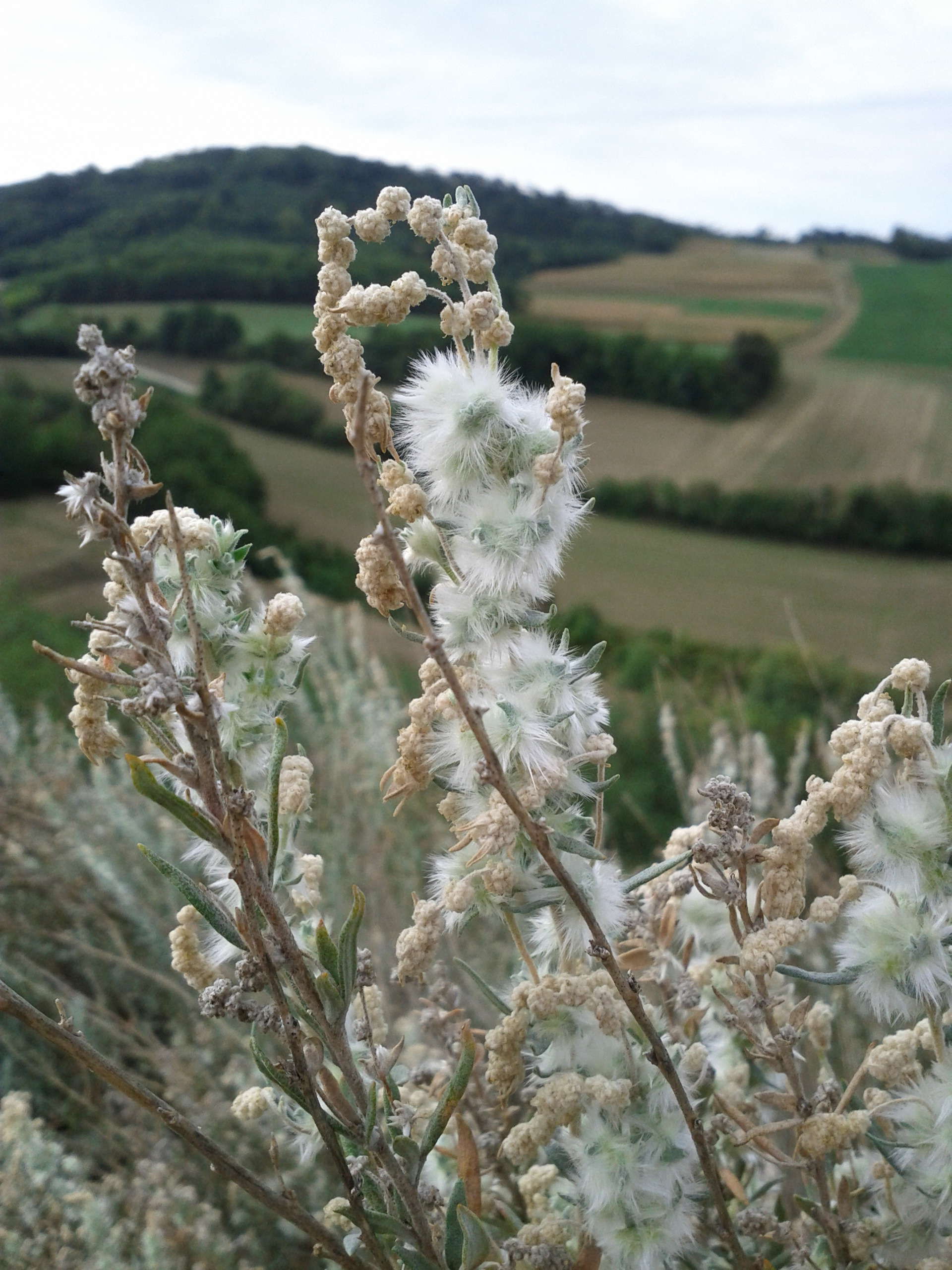
Fruchtstand der Europa-Hornmelde (Krascheninnikovia ceratoides)

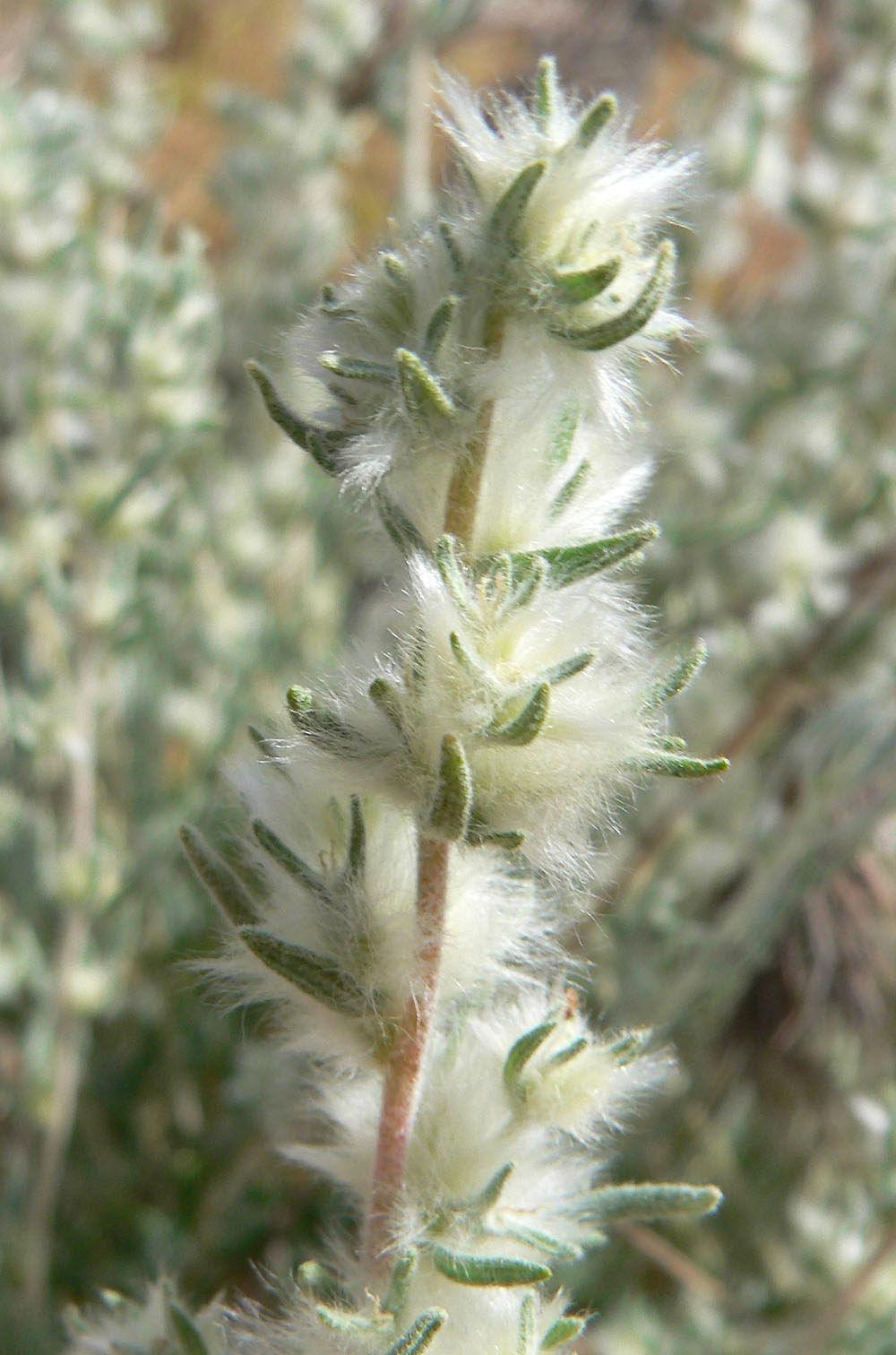
Blütenstand von Krascheninnikovia lanata

### Vegetative Merkmale
Die Hornmelden-Arten sind aufrechte Halbsträucher oder Sträucher. Die Pflanzenteile weisen eine dichte Behaarung aus verzweigten Sternhaaren und unverzweigten mehrzelligen Haaren (Trichomen) auf.
Die wechselständigen Laubblätter stehen einzeln oder gebüschelt und sind gestielt bis fast sitzend. Die flache, nicht fleischige Blattspreite ist linear-lanzettlich bis eiförmig und ganzrandig, an der Basis keilförmig, gestutzt oder leicht herzförmig.

### Blütenstände und Blüten
Hornmelden-Arten sind einhäusig (monözisch) oder zweihäusig (diözisch) getrenntgeschlechtig. Die männlichen Blüten sind zu mehreren geknäuelt und bilden unterbrochene ährige oder kopfige Blütenstände ohne Vorblätter. Männliche Blüten enthalten vier unten verbundene, eiförmige bis elliptische, häutige, auf dem Rücken behaarte Blütenhüllblätter und vier Staubblätter mit länglichen Staubbeuteln, die aus der Blütenhülle herausragen. Die weiblichen Blüten stehen einzeln oder zu zweit in den Blattachseln und werden von zwei dicht sternhaarigen Vorblättern (Brakteolen) umhüllt, die im unteren Teil zu einer Röhre verwachsen, zusammengedrückt bis leicht gekielt sind und vier hornartige Spitzen aufweisen. Weibliche Blüten besitzen keine Blütenhülle, sondern enthalten nur einen behaarten Fruchtknoten und einen kurzen Griffel, der in zwei verlängerten, fadenförmigen Narben endet.

### Frucht und Samen
Die von den Vorblättern umschlossene Frucht ist seidig behaart, elliptisch bis verkehrt-eiförmig und zusammengedrückt. Die häutige Fruchtwand haftet nicht am Samen. Der vertikale, eiförmige Same besitzt eine braune, häutige, behaarte Samenschale. Der Embryo umschließt hufeisenförmig bis halb-ringförmig das reichlich vorhandene Nährgewebe.

### Chromosomenzahl
Die Chromosomengrundzahl ist x = 9. Bei Krascheninnikovia ceratoides beträgt die Chromosomenzahl 2n = 36. Bei Krascheninnikovia lanata wurden 2n=18 und 2n=36 gefunden.

## Ökologie
Krascheninnikovia lanata ist eine Nahrungspflanze für die Schmetterlingsraupen des Zwergwicklers Bucculatrix eurotiella.

## Systematik und Verbreitung
Die Gattung Krascheninnikovia wurde 1772 durch Johann Anton Güldenstädt in: Novi Commentarii Academiae Scientiarum Imperalis Petropolitanae, Volume 16, S. 551 aufgestellt. Die Typusart ist Krascheninnikovia ceratoides (L.) Gueldenst. Der Gattungsname Krascheninnikovia ehrt den russischen Entdecker und Botaniker Stepan Petrowitsch Krascheninnikow (1711–1755).
Synonyme für Krascheninnikovia Gueldenst. sind: Eurotia Adans. (nom.illegit.) und Ceratoides Gagnebin nom.rej. Der eigentlich ältere Name Ceratoides wurde zurückgewiesen, weil er nur eine vor Linnés Zeiten verfasste Beschreibung von Tournefort zitiert, die aber den Typus der verwandten Gattung Ceratocarpus enthält.
Die Gattung Krascheninnikovia gehört nach phylogenetischen Untersuchungen zur Tribus Axyrideae in der Unterfamilie Chenopodioideae der Familie Amaranthaceae.
Die Hornmelden-Arten sind vorwiegend in Eurasien verbreitet, nur ein bis zwei Arten kommen in Nordamerika vor. In Europa ist nur die Europa-Hornmelde (Krascheninnikovia ceratoides) in Osteuropa und Teilen von Südeuropa beheimatet; als eiszeitliches Kältesteppenrelikt kommt sie selten auch in Österreich vor.
Zur Gattung der Hornmelden (Krascheninnikovia) zählen drei bis sieben Arten:
- Krascheninnikovia arborescens (Losinsk.) Czerep.: Sie kommt in den chinesischen Provinzen südliches Gansu, in Jilin, Liaoning sowie nördliches Sichuan vor.[8]
- Europa-Hornmelde (Krascheninnikovia ceratoides (L.) Gueldenst., Syn.: Krascheninnikovia lenensis (Kumin.) Tzvelev)[5]: Sie ist von Europa bis Ostasien verbreitet.
- Krascheninnikovia compacta (Losinsk.) Grubov: Die etwa zwei Varietäten kommen in Tadschikistan, Tibet und in den chinesischen Provinzen Gansu, Qinghai sowie Xinjiang und vor.[8]
- Krascheninnikovia eversmanniana (Stschegl. ex Losinsk.) Grubov: Sie kommt von Kasachstan und dem chinesischen Xinjiang bis zur Mongolei vor.[8]
- Krascheninnikovia fruticulosa (Pazij.) Czerep.: Sie ist in Asien verbreitet.
- Krascheninnikovia lanata (Pursh) A.Meeuse & A.Smit: Sie ist von Kanada über das westliche bis westlich-zentralen Vereinigten Staaten bis in nördliche Mexiko weitverbreitet.[9]
- Krascheninnikovia pungens (Popov) Czerep.: Sie ist in Asien verbreitet.

## Belege